# Акушали
Акушали — село в Гергебильского района Дагестана. Входит в состав сельского поселения «Сельский совет „Кикунинский“».

## Географическое положение
Расположено в 10 км к западу от села Гергебиль, на склоне горы Ипутамеэр.

## Население
| 1926 | 1939 | 1970 | 1989 | 2002 | 2010 | 2021 |
| ---- | ---- | ---- | ---- | ---- | ---- | ---- |
| 85   | ↗139 | ↘72  | ↘36  | ↗55  | →55  | ↗61  |